# Lộc Ninh, Đồng Hới

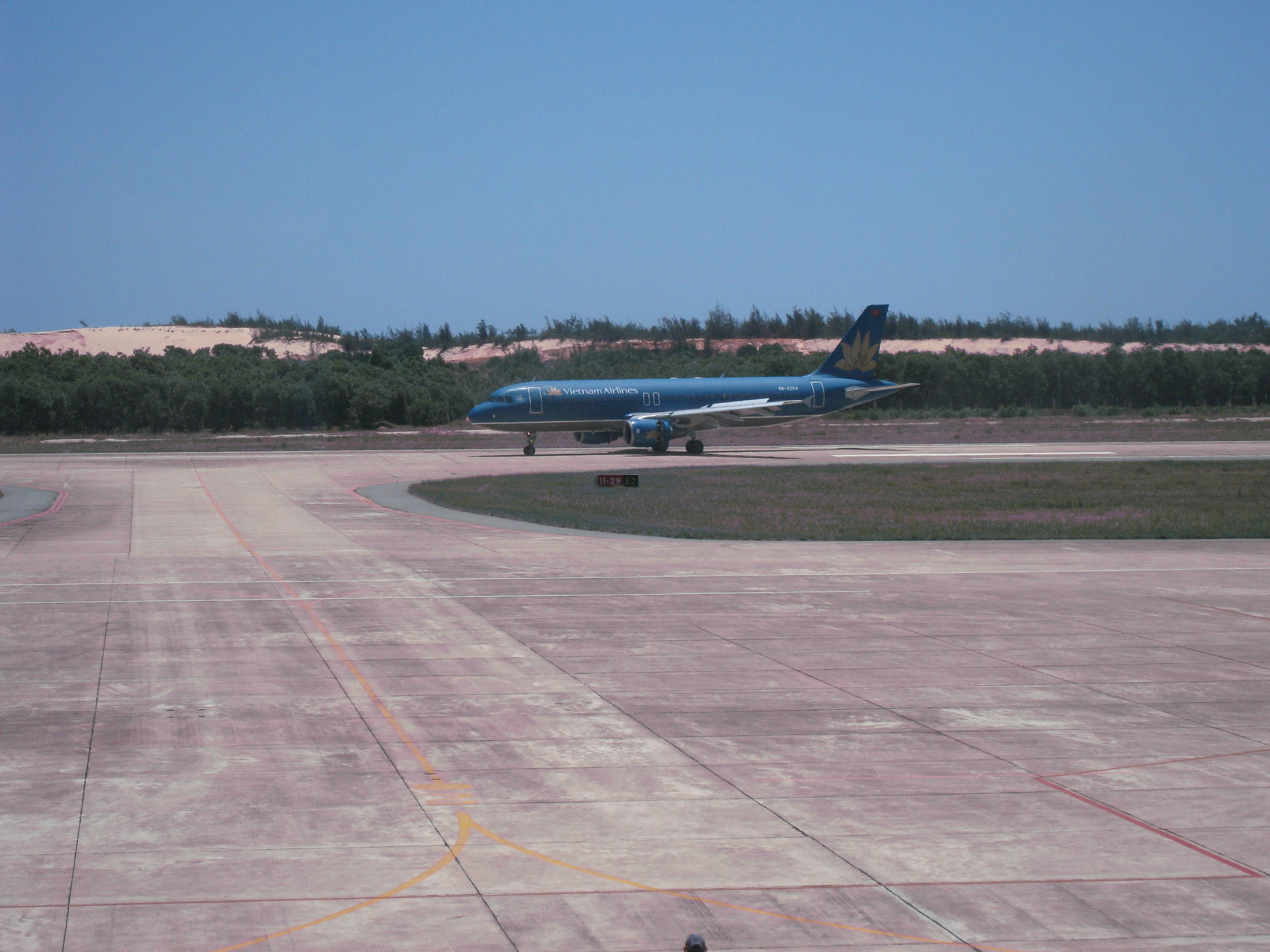
Luchthaven Đồng Hới in Loc Ninh

Lộc Ninh is een xã in de thành phố Đồng Hới, een van de districten in de Vietnamese provincie Quảng Bình.
Lộc Ninh heeft 6714 inwoners op een oppervlakte van 13,44 km².